# MaNga
maNga ist eine türkische Rockband. Bei ihrer Musik handelt es sich hauptsächlich um eine Verschmelzung von alternativem Metal und Hip-Hop mit einem Hauch anatolischer Melodien. Der starke Turntablegebrauch lässt sie mit modernen US-amerikanischen Nu-Metal-Bands vergleichen.

## Bandgeschichte
maNga wurde im Jahre 2001 gegründet und nach dem Wort für japanische Comics, Manga, benannt. Nicht unerheblich dabei war das Wortspiel mit der türkischen Bedeutung des Begriffs manga, denn hier bezeichnet er eine militärische Teileinheit, die Gruppe. Ursprünglich trat die Band meistens „underground“ auf und spielte Coverversionen aus der Rock- oder Metalszene.
Nachdem maNga beim Musikwettbewerb Sing Your Song den zweiten Platz ergatterten, wurde Sony Music auf sie aufmerksam und nahm sie dann 2004 auch sofort unter Vertrag. Das nach ihnen selbst benannte Debütalbum, welches kurz darauf erschien, wurde ein gewaltiger Hit.
Anschließend traten sie auf vielen Musikfestivals auf und arbeiteten mit landesweit bekannten Sängern, wie zum Beispiel Koray Candemir (von Kargo) und Göksel.
Ihr Song Bir Kadın Çizeceksin ist auf dem Soundtrack der 2005 erschienenen Fußballsimulation FIFA 06. Im selben Jahr gewann die Band den Altın Kelebek Award in der Kategorie „Beste Newcomer-Band“.
Die meisten Songs werden von der Gruppe selbst geschrieben. Yağmur, der Verfasser der meisten Lieder, beschreibt das Genre ihrer Musik als ein bisschen Nu-Metal, Rap und Hip-Hop, und das alles gemischt in einem Tiegel/Topf mit anatolischen Klängen.
Bei den MTV Europe Music Awards 2009 wurden maNga als beste europäische Interpreten ausgezeichnet.
Im Januar 2010 gab die türkische Rundfunkgesellschaft TRT bekannt, dass maNga die Türkei beim Eurovision Song Contest 2010 (ESC) vertreten werden.
Am 3. März wurde bekannt gegeben, dass sie die Türkei mit dem Lied We Could Be the Same vertreten werden. Es ist der erste Song der Band, welcher nicht türkischsprachig ist. Am 27. Mai 2010 bestritten sie das zweite ESC-Halbfinale in Oslo und erreichten das zwei Tage später stattfindende Finale. Im Finale des ESC 2010 erreichten maNga am 29. Mai 2010 den zweiten Platz.
Im Jahr 2014 nahm die Band an dem ABU TV Song Festival mit dem Song Fazla Aşkı Olan Var Mı? teil.
Zu den bekanntesten Songs der Band zählen Dursun Zaman, Bir Kadin Çizeceksin, Dünyanın Sonuna Doğmuşum, We Could Be the Same, Cevapsız Sorular, Yine Yeni Yeniden oder Yad Eller.

## maNga in Europa
Der erste Auftritt der Band außerhalb der Türkei und Zyperns fand am 13. August 2006 auf dem Sziget Festival in Ungarn statt. maNga ist damit als erste türkische Rockband in Ungarn aufgetreten. Des Weiteren gab die Band 2006 auch erstmals Konzerte in den Niederlanden und in Deutschland.
Am 13. April 2008 trat die Band erstmals im Londoner Wembley-Stadion zusammen mit Tarkan auf. Im Dezember 2009 sind sie in London erneut aufgetreten.
In Deutschland trat maNga im Juni 2008 auf dem Turkish Rock Festival in Mannheim auf. Auch in den Jahren 2009 und 2010 und 2012 gaben maNga Konzerte in verschiedenen Städten Deutschlands.

## Diskografie

### Studioalben
| Jahr | Titel                     | Anmerkungen                                    |
| ---- | ------------------------- | ---------------------------------------------- |
| 2004 | maNga                     | Erstveröffentlichung: 14. Dezember 2004        |
| 2006 | maNga+                    | Erstveröffentlichung: 20. Juni 2006 (TR: Gold) |
| 2009 | Şehr-i Hüzün              | Erstveröffentlichung: 15. April 2009           |
| 2012 | e-akustik                 | Erstveröffentlichung: 20. März 2012            |
| 2014 | Işıkları Söndürseler Bile | Erstveröffentlichung: 14. April 2014           |
| 2021 | Antroposen 001            | Erstveröffentlichung: 14. Dezember 2021        |

### EPs
| Jahr | Titel                            | Anmerkungen                             |
| ---- | -------------------------------- | --------------------------------------- |
| 2010 | We Could Be the Same             | Erstveröffentlichung: 2010              |
| 2010 | Fly To Stay Alive (A Bird’s Eye) | Erstveröffentlichung: 2010              |
| 2018 | X                                | Erstveröffentlichung: 20. April 2018    |
| 2023 | Antroposen 002                   | Erstveröffentlichung: 14. Dezember 2023 |

### Singles
| - 2001: Kal Yanımda (mit Koray Candemir) - 2004: Bitti Rüya - 2004: Libido - 2004: Yalan - 2004: Bir Kadin Çizeceksin - 2004: Dursun Zaman (mit Göksel) - 2005: Raptiye Rap Rap - 2006: Kandırma Kendini - 2009: Dünyanın Sonuna Doğmuşum - 2009: Beni Benimle Bırak - 2010: Cevapsız Sorular - 2010: Evdeki Ses (mit Alper Ağa) - 2011: Beni Unutma - 2012: Ya Evde Yoksan - 2012: Rezalet Çıkarasım Var - 2012: Hani Biz (mit Yıldız Tilbe) - 2012: Son Kere (mit Murat Özel) - 2012: Pişmanlık (mit Keti) - 2013: Eğrisi Doğrusu (mit Nilüfer) - 2014: Fazla Aşkı Olan Var Mı? - 2014: Parti - 2014: Hint Kumaşı - 2014: Yine Yeni Yeniden | - 2015: Kendi Yolundan Şaşma - 2015: Mihriban - 2016: Bize Müsaade Ettim (mit Kenan Doğulu) - 2016: Işıkları Söndürseler Bile - 2016: Ayrılık - 2018: Yad Eller - 2018: 1000 Parça (mit Kamufle, Joker, Tankurt Manas, Fate Fat & Dj Hırs) - 2018: Gel (Bu Son El) - 2019: Süper Güçlerimiz Var - 2019: Haykıracak Nefesim Kalmasa Bile - 2020: Para Parra Parrra (mit Ahmet Kural & Murat Cemcir) - 2020: Zor - 2021: #BİZEHERYERSTAT - 2021: Olimpiyat Ateşi - 2021: Kırıla Kırıla (mit VEYasin) - 2022: El Aman - 2023: Uzun İnce Bir Yoldayım (mit Ezgi Arıkan) - 2024: Yüzleşme - 2024: Kime Anlatsam - 2024: Ben - 2025: Bergüzarım |

### Coversongs
Songs, die von maNga gecovert wurden (gespielt auf Livekonzerten):
- Du hast von Rammstein
- My Own Summer (Shove It) von den Deftones
- Üryan Geldim von Cem Karaca
- Gangsta’s Paradise von Coolio

maNga hat eine zu Aşık Veysels Gedicht Kara Toprak passende Musik komponiert, und später einen komplett neuen Text dafür geschrieben, woraus das als Dursun Zaman bekannte Lied entstand. Am 18. Februar 2014 wurde der Song „Mucize“ (Wunder), den Fahir Atakoğlu komponiert hat, veröffentlicht. Er wurde für einen Werbefilm von Filli Boya aufgenommen.

## Auszeichnungen
- 2005: POPSAV Ödülleri (Beste Band und bestes Musikvideo)[6]
- 2005: Altın Kelebek Award (Beste Newcomer-Band) verliehen von Hürriyet[7]
- 2009: MTV Türkiye als bester türkischer Act[8]
- 2009: MTV Europe Music Awards als bester türkischer Act und bester europäischer Act[9]
- 2010: Kral Türkiye Müzik Award in der Kategorie Beste Musikgruppe
- 2010: Eurovision Song Contest zweiter Platz